# Llista d'asteroides/168501-168600
| Nom      | Designació provisional | Data de descobriment   | Lloc de descobriment | Descobridor/s                    |
| -------- | ---------------------- | ---------------------- | -------------------- | -------------------------------- |
| 168501 - | 1999 RQ249             | 4 de setembre de 1999  | Catalina             | CSS                              |
| 168502 - | 1999 SS10              | 29 de setembre de 1999 | Xinglong             | BAO Schmidt CCD Asteroid Program |
| 168503 - | 1999 TL8               | 6 d'octubre de 1999    | Višnjan Observatory  | K. Korlević, M. Jurić            |
| 168504 - | 1999 TL15              | 12 d'octubre de 1999   | Ondřejov             | P. Kušnirák, P. Pravec           |
| 168505 - | 1999 TL37              | 13 d'octubre de 1999   | Anderson Mesa        | LONEOS                           |
| 168506 - | 1999 TQ50              | 4 d'octubre de 1999    | Kitt Peak            | Spacewatch                       |
| 168507 - | 1999 TC64              | 8 d'octubre de 1999    | Kitt Peak            | Spacewatch                       |
| 168508 - | 1999 TT68              | 9 d'octubre de 1999    | Kitt Peak            | Spacewatch                       |
| 168509 - | 1999 TU68              | 9 d'octubre de 1999    | Kitt Peak            | Spacewatch                       |
| 168510 - | 1999 TK81              | 12 d'octubre de 1999   | Kitt Peak            | Spacewatch                       |
| 168511 - | 1999 TH98              | 2 d'octubre de 1999    | Socorro              | LINEAR                           |
| 168512 - | 1999 TV104             | 3 d'octubre de 1999    | Socorro              | LINEAR                           |
| 168513 - | 1999 TE131             | 6 d'octubre de 1999    | Socorro              | LINEAR                           |
| 168514 - | 1999 TX134             | 6 d'octubre de 1999    | Socorro              | LINEAR                           |
| 168515 - | 1999 TY142             | 7 d'octubre de 1999    | Socorro              | LINEAR                           |
| 168516 - | 1999 TY159             | 9 d'octubre de 1999    | Socorro              | LINEAR                           |
| 168517 - | 1999 TJ166             | 10 d'octubre de 1999   | Socorro              | LINEAR                           |
| 168518 - | 1999 TX170             | 10 d'octubre de 1999   | Socorro              | LINEAR                           |
| 168519 - | 1999 TS193             | 12 d'octubre de 1999   | Socorro              | LINEAR                           |
| 168520 - | 1999 TV233             | 3 d'octubre de 1999    | Socorro              | LINEAR                           |
| 168521 - | 1999 TV236             | 3 d'octubre de 1999    | Catalina             | CSS                              |
| 168522 - | 1999 TM238             | 4 d'octubre de 1999    | Catalina             | CSS                              |
| 168523 - | 1999 TN242             | 4 d'octubre de 1999    | Catalina             | CSS                              |
| 168524 - | 1999 TO253             | 10 d'octubre de 1999   | Kitt Peak            | Spacewatch                       |
| 168525 - | 1999 TM259             | 9 d'octubre de 1999    | Socorro              | LINEAR                           |
| 168526 - | 1999 TG279             | 7 d'octubre de 1999    | Socorro              | LINEAR                           |
| 168527 - | 1999 TV318             | 12 d'octubre de 1999   | Kitt Peak            | Spacewatch                       |
| 168528 - | 1999 UA16              | 29 d'octubre de 1999   | Catalina             | CSS                              |
| 168529 - | 1999 UQ20              | 31 d'octubre de 1999   | Kitt Peak            | Spacewatch                       |
| 168530 - | 1999 UU33              | 31 d'octubre de 1999   | Kitt Peak            | Spacewatch                       |
| 168531 - | 1999 VF12              | 10 de novembre de 1999 | Kitt Peak            | M. W. Buie                       |
| 168532 - | 1999 VV21              | 12 de novembre de 1999 | Višnjan Observatory  | K. Korlević                      |
| 168533 - | 1999 VQ39              | 10 de novembre de 1999 | Socorro              | LINEAR                           |
| 168534 - | 1999 VW45              | 4 de novembre de 1999  | Catalina             | CSS                              |
| 168535 - | 1999 VF65              | 4 de novembre de 1999  | Socorro              | LINEAR                           |
| 168536 - | 1999 VU66              | 4 de novembre de 1999  | Socorro              | LINEAR                           |
| 168537 - | 1999 VG68              | 4 de novembre de 1999  | Socorro              | LINEAR                           |
| 168538 - | 1999 VA85              | 6 de novembre de 1999  | Kitt Peak            | Spacewatch                       |
| 168539 - | 1999 VF89              | 4 de novembre de 1999  | Socorro              | LINEAR                           |
| 168540 - | 1999 VT95              | 9 de novembre de 1999  | Socorro              | LINEAR                           |
| 168541 - | 1999 VY99              | 9 de novembre de 1999  | Socorro              | LINEAR                           |
| 168542 - | 1999 VL123             | 5 de novembre de 1999  | Kitt Peak            | Spacewatch                       |
| 168543 - | 1999 VL128             | 9 de novembre de 1999  | Kitt Peak            | Spacewatch                       |
| 168544 - | 1999 VE149             | 14 de novembre de 1999 | Socorro              | LINEAR                           |
| 168545 - | 1999 VE169             | 14 de novembre de 1999 | Socorro              | LINEAR                           |
| 168546 - | 1999 VA189             | 15 de novembre de 1999 | Socorro              | LINEAR                           |
| 168547 - | 1999 VK191             | 12 de novembre de 1999 | Socorro              | LINEAR                           |
| 168548 - | 1999 VH194             | 1 de novembre de 1999  | Socorro              | LINEAR                           |
| 168549 - | 1999 VR209             | 11 de novembre de 1999 | Catalina             | CSS                              |
| 168550 - | 1999 VQ212             | 12 de novembre de 1999 | Socorro              | LINEAR                           |
| 168551 - | 1999 WH4               | 28 de novembre de 1999 | Chiyoda              | T. Kojima                        |
| 168552 - | 1999 WV7               | 29 de novembre de 1999 | Višnjan Observatory  | K. Korlević                      |
| 168553 - | 1999 WF9               | 29 de novembre de 1999 | Črni Vrh             | Črni Vrh                         |
| 168554 - | 1999 WS13              | 30 de novembre de 1999 | Črni Vrh             | Črni Vrh                         |
| 168555 - | 1999 WY17              | 30 de novembre de 1999 | Kitt Peak            | Spacewatch                       |
| 168556 - | 1999 WJ24              | 28 de novembre de 1999 | Kitt Peak            | Spacewatch                       |
| 168557 - | 1999 XF6               | 4 de desembre de 1999  | Catalina             | CSS                              |
| 168558 - | 1999 XX16              | 7 de desembre de 1999  | Socorro              | LINEAR                           |
| 168559 - | 1999 XE26              | 6 de desembre de 1999  | Socorro              | LINEAR                           |
| 168560 - | 1999 XK27              | 6 de desembre de 1999  | Socorro              | LINEAR                           |
| 168561 - | 1999 XP27              | 6 de desembre de 1999  | Socorro              | LINEAR                           |
| 168562 - | 1999 XM39              | 6 de desembre de 1999  | Socorro              | LINEAR                           |
| 168563 - | 1999 XR77              | 7 de desembre de 1999  | Socorro              | LINEAR                           |
| 168564 - | 1999 XM85              | 7 de desembre de 1999  | Socorro              | LINEAR                           |
| 168565 - | 1999 XL86              | 7 de desembre de 1999  | Socorro              | LINEAR                           |
| 168566 - | 1999 XE94              | 7 de desembre de 1999  | Socorro              | LINEAR                           |
| 168567 - | 1999 XH94              | 7 de desembre de 1999  | Socorro              | LINEAR                           |
| 168568 - | 1999 XP119             | 5 de desembre de 1999  | Catalina             | CSS                              |
| 168569 - | 1999 XY130             | 12 de desembre de 1999 | Socorro              | LINEAR                           |
| 168570 - | 1999 XU132             | 12 de desembre de 1999 | Socorro              | LINEAR                           |
| 168571 - | 1999 XB136             | 13 de desembre de 1999 | Socorro              | LINEAR                           |
| 168572 - | 1999 XS141             | 10 de desembre de 1999 | Socorro              | LINEAR                           |
| 168573 - | 1999 XZ141             | 12 de desembre de 1999 | Socorro              | LINEAR                           |
| 168574 - | 1999 XD142             | 12 de desembre de 1999 | Socorro              | LINEAR                           |
| 168575 - | 1999 XL142             | 12 de desembre de 1999 | Socorro              | LINEAR                           |
| 168576 - | 1999 XM142             | 12 de desembre de 1999 | Socorro              | LINEAR                           |
| 168577 - | 1999 XO142             | 12 de desembre de 1999 | Socorro              | LINEAR                           |
| 168578 - | 1999 XJ179             | 10 de desembre de 1999 | Socorro              | LINEAR                           |
| 168579 - | 1999 XG182             | 12 de desembre de 1999 | Socorro              | LINEAR                           |
| 168580 - | 1999 XS208             | 13 de desembre de 1999 | Socorro              | LINEAR                           |
| 168581 - | 1999 XO216             | 13 de desembre de 1999 | Kitt Peak            | Spacewatch                       |
| 168582 - | 1999 XP228             | 14 de desembre de 1999 | Kitt Peak            | Spacewatch                       |
| 168583 - | 1999 XJ231             | 7 de desembre de 1999  | Catalina             | CSS                              |
| 168584 - | 1999 XN233             | 3 de desembre de 1999  | Socorro              | LINEAR                           |
| 168585 - | 1999 XJ236             | 4 de desembre de 1999  | Kitt Peak            | Spacewatch                       |
| 168586 - | 1999 YN1               | 17 de desembre de 1999 | Socorro              | LINEAR                           |
| 168587 - | 1999 YM6               | 30 de desembre de 1999 | Socorro              | LINEAR                           |
| 168588 - | 1999 YN19              | 29 de desembre de 1999 | Mauna Kea            | C. Veillet                       |
| 168589 - | 1999 YU27              | 30 de desembre de 1999 | Socorro              | LINEAR                           |
| 168590 - | 2000 AE9               | 2 de gener de 2000     | Socorro              | LINEAR                           |
| 168591 - | 2000 AF16              | 3 de gener de 2000     | Socorro              | LINEAR                           |
| 168592 - | 2000 AY24              | 3 de gener de 2000     | Socorro              | LINEAR                           |
| 168593 - | 2000 AS28              | 3 de gener de 2000     | Socorro              | LINEAR                           |
| 168594 - | 2000 AV31              | 3 de gener de 2000     | Socorro              | LINEAR                           |
| 168595 - | 2000 AP35              | 3 de gener de 2000     | Socorro              | LINEAR                           |
| 168596 - | 2000 AV42              | 4 de gener de 2000     | Socorro              | LINEAR                           |
| 168597 - | 2000 AW47              | 4 de gener de 2000     | Socorro              | LINEAR                           |
| 168598 - | 2000 AG49              | 5 de gener de 2000     | Socorro              | LINEAR                           |
| 168599 - | 2000 AY63              | 4 de gener de 2000     | Socorro              | LINEAR                           |
| 168600 - | 2000 AA69              | 5 de gener de 2000     | Socorro              | LINEAR                           |